# 尾斑似鱗頭鰍
尾斑似鱗頭鰍為輻鰭魚綱鯉形目鰍科的其中一種，為熱帶淡水魚，分布於亞洲緬甸至馬來西亞淡水流域，體長可達11公分，棲息在沙底質、水質清澈且流動的底層水域，生活習性不明，可作為觀賞魚。

## 扩展阅读
維基物種上的相關：尾斑似鱗頭鰍